# Jacqueline Nguyen

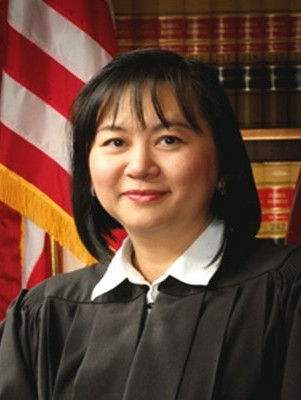
Jacqueline Nguyen

Jacqueline Hong-Ngoc Nguyen (vietnamesisch Nguyễn Hồng Ngọc, * 1965 in Đà Lạt, Vietnam) ist eine US-amerikanische Bundesrichterin am United States Court of Appeals für den 9. Bezirk (Sitz: San Francisco). Nach dem Tod von Antonin Scalia im Februar 2016 nannten sie mehrere Medien als potenzielle Kandidatin für den Obersten Gerichtshof der Vereinigten Staaten.

## Leben

### Kindheit, Jugend und Studienzeit
Geboren als Hong-Ngoc Thi Nguyen (vietnamesisch Nguyễn Hồng Ngọc) im vietnamesischen Đà Lạt, kam Nguyen, Tochter eines Majors der südvietnamesischen Armee, der eng mit US-amerikanischen Geheimdienstmitarbeitern kooperierte, nach der Kapitulation der Republik (Süd-)Vietnam im Alter von 10 Jahren in die Vereinigten Staaten. Die Familie lebte zunächst für mehrere Monate in einem Armeezelt auf dem Marine Corps Base Camp Pendleton. Schließlich zog man nach La Crescenta-Montrose im Großraum von Los Angeles. Ihre Familie eröffnete später einen Donutladen im kalifornischen Glendale, in dem Nguyen während ihrer Schulzeit arbeitete.
Nguyen erwarb 1987 am Occidental College einen Bachelor-Abschluss in Englisch. 1991 erlangte sie an der UCLA School of Law den akademischen Grad Juris Doctor.

### Berufsleben
1991 bis 1995 arbeitete Nguyen in der auf Zivilklagen spezialisierten Anwaltskanzlei Musick, Peeler & Garrett. Insbesondere konzentrierte sie sich auf die Gebiete Handelsstreitigkeiten, geistiges Eigentum und Baumängel.
1995 bis August 2002 war sie als Assistentin des United States Attorney im Central District von Kalifornien in der Abteilung für Korruption im öffentlichen Dienst und Regierungskriminalität tätig und beaufsichtigte die Betrugsklagen des Verteidigungsministeriums der Vereinigten Staaten. In den letzten Jahren in dieser Behörde war sie auch Stellvertreterin des Leiters der Abteilung für allgemeine Verbrechen und bildete neue Staatsanwälte im Central District aus.
Im August 2002 wurde Nguyen durch den damaligen kalifornischen Gouverneur Gray Davis zur Richterin am Superior Court of Los Angeles County ernannt. Nguyen war die erste Frau vietnamesischer Herkunft, die Richterin am Los Angeles County Superior Court wurde. Ihr Dienstsitz befand sich in Alhambra.

### Bundesrichterin

#### United States District Court for the Central District of California
Am 31. Juli 2009 nominierte Präsident Barack Obama Nguyen als Nachfolgerin der zurückgetretenen Nora Margaret Manella für den United States District Court for the Central District of California. Senatorin Dianne Feinstein hatte Nguyens Nominierung befürwortet. Am 23. September trat Nguyen vor dem Justizausschuss des Senats auf, ihre Nominierung wurde am 15. Oktober bekanntgegeben. Am 1. Dezember 2009 bestätigte sie der Senat der Vereinigten Staaten mit 97 zu 0 Stimmen. Am 14. Mai 2012 endete wegen der Berufung an den Court of Appeals ihr Dienst am District Court.

#### United States Court of Appeals for the Ninth Circuit
Am 22. September 2011 nominierte Obama Nguyen für den United States Court of Appeals for the Ninth Circuit. Der Senat bestätigte Nguyen mit 91 zu 3 Stimmen am 7. Mai 2012, sie erhielt ihre Berufung am 14. Mai 2012.
Sie ist die erste Richterin asiatischer Herkunft an einem Bundesberufungsgericht der Vereinigten Staaten. Außerdem ist sie die erste Frau vietnamesischer Herkunft, die Bundesrichterin wurde und die erste Bundesrichterin asiatisch-pazifischer Herkunft in Kalifornien. Bereits 2012 war sie als Kandidatin für den Obersten Gerichtshof der Vereinigten Staaten im Gespräch.

### Privatleben
Nguyens Ehemann Pio S. Kim war ebenfalls Bundesanwalt. Er ist inzwischen in einer Anwaltskanzlei tätig.